# Châtillon (Aostatal)
Châtillon (walserdeutsch Geschtullju) ist eine italienische Gemeinde mit 4346 Einwohnern (Stand 31. Dezember 2023) in der autonomen Region Aostatal.
Châtillon liegt an der linken Seite der Dora Baltea. Châtillon liegt am Anfang des Valtournenche an der Stelle, wo der Gebirgsbach Marmore in die Dora Baltea fließt.
Oberhalb von Châtillon liegt die Burg Ussel.
Die Nachbargemeinden sind Antey-Saint-André, Ayas, Champdepraz, La Magdeleine, Montjovet, Pontey, Saint-Denis, Saint-Vincent und Torgnon.
Während der Zeit des Faschismus trug der Ort den italianisierten Namen Castiglione Dora.

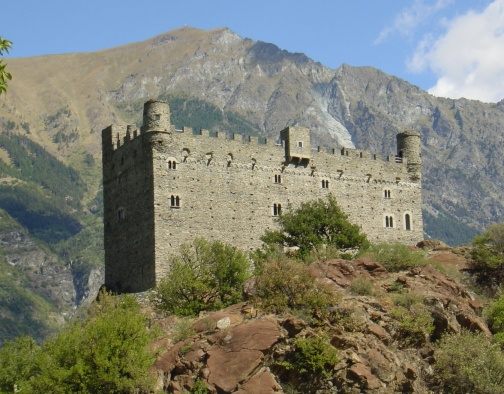
Burg Ussel